# Phaenandrogomphus aureus
Phaenandrogomphus aureus – gatunek ważki z rodziny gadziogłówkowatych (Gomphidae).